# Ognennye vjorsty
Ognennye vjorsty (russisk: Огненные вёрсты) er en sovjetisk spillefilm fra 1957 af Samson Samsonov.

## Medvirkende
- Igor Savkin som Grigorij Zavragin
- Margarita Volodina som Katerina Gavrilovna
- Mikhail Trojanovskij som Dr. Sjelako
- Vladimir Kenigson som Sergej Beklemisjev